# Музей естественной истории (Ираклион)
Музей естественной истории Крита (греч. Μουσείο Φυσικής Ιστορίας Κρήτης) — музей естественной истории в городе Ираклионе на острове Крит, в Греции.

## История
Музей был открыт в 1981 году под протекторатом университета Крита с целью изучения, защиты и популяризации знаний о флоре и фауне Восточного Средиземноморья.
Музей разместился в восстановленном промышленном здании, которое ранее использовалось как электрическая подстанция.